# 베다니아의 마르타
마르타(공동번역), 마르다(개역개정, 개역한글)(아랍어: מַרְתָּא, ? - ?)는 신약성경의 루가 복음서와 요한 복음서에 등장하는 인물이다. 오빠인 라자로와 여동생인 마리아와 함께 예루살렘 인근의 베다니아에 살았던 것으로 전해지며, 예수 그리스도를 따른 여인들 가운데 한 사람이다. 예수의 부활 이후에는 라자로와 더불어 예수의 부활을 사람들에게 증언하였다고 전해진다. 로마 가톨릭교회와 동방 정교회, 루터교, 성공회 등의 기독교로부터 성녀로 공경받고 있다.

## 이름의 어원
마르타라는 이름은 아람어로 주인을 뜻하는 מר 여성형인 מרה에서 유래한 מַרְתָּא(Martâ)를 코이네 그리스어로 번역한 Μάρθα를 라틴어로 음역한 것이다. מַרְתָּא는 여주인 또는 부인을 의미한다. 아람어 형태는 푸테올리에서 발견된 나바테이아 비문에서 발견되었는데, 제작 연도가 서기 6년으로 추정된다Corpus Inscr. Semit., 158). 또한 팔미라 비문에서도 마찬가지로 나와 있는데, 여기서는 그리스어로 번역된 Marthein으로 표기되어 있다.

## 복음서에서의 묘사
루가 복음서를 보면, 예수는 마르타와 마리아 자매의 집을 방문한 적이 있다고 나와 있다. 이 때 두 자매는 서로 다른 태도를 보인다. 예수가 집에 들어오자 마르타는 갖가지 시중드는 일로 분주한 동안, 마리아는 그녀를 돕지 않고 예수의 옆에 있으면서 그의 말씀을 듣고 있었다.
그들이 길을 가다가 예수님께서 어떤 마을에 들어가셨다. 그러자 마르타라는 여자가 예수님을 자기 집으로 모셔 들였다. 마르타에게는 마리아라는 동생이 있었는데, 마리아는 주님의 발치에 앉아 그분의 말씀을 듣고 있었다. 그러나 마르타는 갖가지 시중드는 일로 분주하였다. 그래서 예수님께 다가가, “주님, 제 동생이 저 혼자 시중들게 내버려 두는데도 보고만 계십니까? 저를 도우라고 동생에게 일러 주십시오.” 하고 말하였다. 주님께서 마르타에게 대답하셨다. “마르타야, 마르타야! 너는 많은 일을  염려하고 걱정하는구나. 그러나 필요한 것은 한 가지뿐이다. 마리아는 좋은 몫을 선택하였다. 그리고 그것을 빼앗기지 않을 것이다.”
- 루카 10,38-42

요한 복음서에서는 마르타와 마리아 자매가 두 가지 사건에서 등장한다. 하나는 그들의 오빠 라자로가 죽음으로부터 깨어난 사건 때이고(요한 11), 나머지 하나는 파스카 축제 엿새 전에 예수가 그들의 집을 방문하였을 때에 마르타는 시중을 들고 마리아는 비싼 순 나르드 향유 한 리트라를 가져와서, 예수의 발에 붓고 자기 머리카락으로 그 발을 닦은 사건이다(요한 12,3).
라자로가 죽음에서 일어난 사건 당시, 예수는 먼저 마르타를 만난 다음 뒤이어 마리아를 만났다. 마르타가 예수를 만나기 위해 즉시 찾아간 동안, 마리아는 언니가 부를 때까지 기다렸다. 한 주석에 따르면, 마르타는 예수가 온다는 말을 듣고 그를 맞으러 나가는 등 좀 더 적극적인 성향을 보여 주는 반면에 마리아는 그냥 집에서 기다리며 조용히 묵상하고 있는 모습을 보여 준다. 이 같은 두 자매의 대조적인 모습은 루가 복음서 10장 38~42절에서도 발견할 수 있다. 예수를 만난 자매는 모두 “주님, 주님께서 여기에 계셨더라면 제 오빠가 죽지 않았을 것입니다.”(요한 11,21.32)하고 애통해하였다. 이 때, 예수는 마리아의 말에 눈물을 흘리는 등 감정이 북받친 모습을 보인 반면에, 마르타의 말에 대해서는 희망과 믿음을 가르쳐 주는 대답을 하였다.
마르타는 예수님께서 오신다는 말을 듣고 그분을 맞으러 나가고, 마리아는 그냥 집에 앉아 있었다. 마르타가 예수님께 말하였다. “주님, 주님께서 여기에 계셨더라면 제 오빠가 죽지 않았을 것입니다. 그러나 하느님께서는 주님께서 청하시는 것은 무엇이나 들어주신다는 것을 저는 지금도 알고 있습니다.” 예수님께서 마르타에게, “네 오빠는 다시 살아날 것이다.” 하시니, 마르타가 “마지막 날 부활 때에 오빠도 다시 살아나리라는 것을 알고 있습니다.” 하였다. 그러자 예수님께서 그에게 이르셨다. “나는 부활이요 생명이다. 나를 믿는 사람은 죽더라도 살고, 또 살아서 나를 믿는 모든 사람은 영원히 죽지 않을 것이다. 너는 이것을 믿느냐?” 마르타가 대답하였다. “예, 주님! 저는 주님께서 이 세상에 오시기로 되어 있는 메시아시며 하느님의 아드님이심을 믿습니다.”
- 루카 11,20-27

이렇게 말하고 나서 마르타는 돌아가 자기 동생 마리아를 불렀다. 그리고 마리아는 예수를 라자로가 묻힌 동굴로 데려갔다. 동굴의 입구에는 돌이 놓여 있었다. 예수가 돌을 치우라고 말하자, 마르타가  “주님, 죽은 지 나흘이나 되어 벌써 냄새가 납니다.” 하였다. 그러자 예수가 마르타에게 말하였다. “네가 믿으면 하느님의 영광을 보리라고 내가 말하지 않았느냐?”(요한 11,39-40) 그러자 사람들이 돌을 치우고, 예수는 하늘을 우러러보며 기도한 다음 라자로에게 동굴 밖으로 나오라고 명령하였다. 그러자 죽었던 라자로가 동굴 밖으로 나왔다.
마르타는 요한 복음서 12장 1-8절에서 다시 등장한다. 예수를 위한 잔치가 베풀어졌는데, 마르타는 시중을 들고 그녀의 오빠 라자로는 예수와 함께 식탁에 앉아 있었다. 그리고 마리아는 비싼 순 나르드 향유 한 리트라를 가져와서, 예수의 발에 붓고 자기 머리카락으로 그 발을 닦아 주었다. 그러나 마태오 복음서(마태 26,6-13)와 마르코 복음서(마르 14,3-9)에서는 예수가 단지 베다니아에 살고 있는 나병 환자 시몬의 집에서 있을 때, 어떤 여자가 매우 값진 향유가 든 옥합을 가지고 다가와, 식탁에 앉아 계시는 예수의 머리에 향유를 부었다고 기록되어 있다.

## 마르타와 관련된 교회 전승
마르타의 생애에 관한 다른 이야기들은 훨씬 후대의 것으로 외경에 전해지는 것이다. 중세의 한 전설에 따르면, 마르타는 막달레나, 라자로와 함께 복음서를 프랑스의 프로방스 지방으로 가져갔다고 한다. 또 다른 전설에 따르면, 마르타는 성수를 뿌릴 때 쓰는 성수기를 이용하여 타라스크의 숲을 오염시킨 드래곤을 퇴치하였다고 한다.

## 같이 보기
- 베타니아의 라자로